# Flor de caña (película)
Flor de caña es una película musical mexicana de 1948, escrita y dirigida por Carlos Orellana y protagonizada por María Antonieta Pons, Luis Alcoriza y Víctor Manuel Mendoza.

## Argumento
Los peones de una hacienda son continuamente maltratados por el capataz. Solo Román (Víctor Manuel Mendoza) se atreve a enfrentarse a él hasta obligarle a marcharse. Para evitar conflictos, el dueño designa a Román para el cargo vacante, pero no por eso llegará la paz. Román persigue a la bella Rosita (María Antonieta Pons), la única mujer que se le resiste, aunque tendrá dura competencia la de Alberto (Luis Alcoriza), el hijo del patrón.

## Reparto
- María Antonieta Pons como Rosa
- Víctor Manuel Mendoza como Román
- Luis Alcoriza como Alberto
- Salvador Quiroz como Papá de Rosa
- Irma Torres como Felisa
- Eduardo Arozamena
- Carolina Barret
- Victorio Blanco
- Juan Calvo
- Maruja Grifell
- Andrés Huesca
- Ángel Infante
- Agustín Isunza
- Chel López
- José Morcillo
- Ignacio Peón

## Comentarios
Para 1948, la rumbera cubana María Antonieta Pons ya actuaba en películas de gran costo como Flor de caña, en la cual se invirtieron 500 mil pesos, aunque el director (y también actor) Carlos Orellana, no hizo más que repetir la fórmula al estilo de Juan Orol así como ponerle una pareja insólita, Luis Alcoriza, quién correría mejor suerte como director años más tarde.

## Premio Ariel (1949)
| Categoría                      | Persona     | Resultado |
| ------------------------------ | ----------- | --------- |
| Ariel a Mejor Actriz de Cuadro | Irma Torres | Ganadora  |